# Serica mutabilis
Serica mutabilis är en skalbaggsart som beskrevs av Fabricius 1775. Serica mutabilis ingår i släktet Serica och familjen Melolonthidae. Inga underarter finns listade i Catalogue of Life.